# Jill Trenary
Jill Ann Trenary (Colorado Springs, 1º agosto 1968) è un'ex pattinatrice artistica su ghiaccio statunitense.
Alle Olimpiadi invernali del 1988 si piazzò quarta. Vinse l'oro ai Campionati mondiali del 1990. L'anno dopo diede l'addio alle competizioni, non ancora ventitreenne, tra lo stupore di tutti.

## Palmarès
| Internazionali                    | Internazionali | Internazionali | Internazionali | Internazionali | Internazionali | Internazionali | Internazionali | Internazionali | Internazionali |
| Evento                            | 1983–84        | 1984–85        | 1985–86        | 1986–87        | 1987–88        | 1988–89        | 1989–90        | 1990–91        | 1991–92        |
| --------------------------------- | -------------- | -------------- | -------------- | -------------- | -------------- | -------------- | -------------- | -------------- | -------------- |
| Giochi olimpici invernali         |                |                |                |                | 4°             |                |                |                |                |
| Campionati mondiali               |                |                |                | 7°             | 5°             | 3°             | 1°             |                |                |
| Goodwill Games                    |                |                |                |                |                |                |                | 2°             |                |
| Skate America                     |                |                |                |                |                |                | 2°             |                |                |
| Skate Canada                      |                |                |                |                |                | 2°             |                |                | 4°             |
| Fujifilm Trophy                   |                |                |                |                | 2°             |                |                |                |                |
| Internationaux de Paris           |                |                |                |                | 1°             |                |                |                |                |
| Prize of Moscow News\|Moscow News |                |                |                | 2°             |                |                |                |                |                |
| St. Ivel International            |                |                |                | 2°             |                |                |                |                |                |
| Nazionali                         |                |                |                |                |                |                |                |                |                |
| Campionati statunitensi           | 4° J           | 1° J           | 5°             | 1°             | 2°             | 1°             | 1°             |                |                |
| J = Categoria Junior              |                |                |                |                |                |                |                |                |                |